# Rakitnik
Rakitnik je naselje u slovenskoj Općini Postojni. Rakitnik se nalazi u pokrajini Notranjskoj i statističkoj regiji Notranjsko-kraškoj. 

## Stanovništvo
Prema popisu stanovništva iz 2002. godine naselje je imalo 159 stanovnika.